# Acacia maxwellii
Acacia maxwellii é uma espécie de leguminosa do gênero Acacia, pertencente à família Fabaceae.